# الطاقة المستدامة للجميع
الطاقة المستدامة للجميع (SEforALL) هي منظمة دولية أطلقها الأمين العام للأمم المتحدة آنذاك، بان كي مون للمساعدة في تعبئة تحقيق الوصول العالمي إلى الطاقة، وتحسين كفاءة الطاقة، وزيادة استخدام الطاقة المتجددة. 
تم إطلاقه رسمياً كمبادرة في سبتمبر 2011 ومقره في فيينا، النمسا، مع مكتب تنفيذي في واشنطن العاصمة. تولت راشيل كيتي مهامها كرئيس تنفيذي لـها وممثلة خاصة للأمين العام للأمم المتحدة في يناير 2016. في 29 أكتوبر 2019، تم الإعلان عن أن داميلولا أوجيونبيل سيخلف راشيل كيتي مديرة تنفيذية جديدة وممثلة خاصة للأمين العام للأمم المتحدة.

## روابط خارجية
- الطاقة المستدامة للجميع الموقع الرسمي
- منتدى الطاقة المستدامة للجميع الموقع الرسمي
- خرائط الحرارة: التقدم والتحديات في مجال الطاقة المستدامة